# Jakub Janda
Jakub Janda, född 27 april 1978 i Čeladná i Okres Frýdek-Místek, är en backhoppare från Tjeckien som tävlar för Dukla Frenštát P.R. Han vann världscupen säsongen 2005/2006.

## Karriär
Jakub Janda debuterade i världscupen i backhoppning 9 mars 1996. Han stod första gången på prispallen efter tävlingen i Liberec 11 januari 2003. Säsongen 2004/2005 blev hans genombrott i världscupen, han blev nummer 6 sammanlagt. Hans första delseger i världscupen kom i Hochfirstbacken i Tyskland 23 januari 2005. Säsongen 2005/2006 är Jandas hittills bästa i världscupen. Han vann 5 delsegrar och den totala världscupen (delad med finländaren Janne Ahonen). Det var första gången en tjeck vann världscupen sammanlagt. Jakub Janda har totalt 15 säsonger i världscupen.
Janda vann även tysk-österrikiska backhopparveckan sammanlagt säsongen 2005/2006. Han hade en delseger i backhopparveckan den säsongen, i Garmisch-Partenkirchen under nyårstävlingen 1 januari 2006. Inte sedan säsongen 1969/1970 då Jiří Raška vann, hade en tjeck vunnit backhopparveckan.
Jakub Janda har tävlat i Sommar-Grand-Prix (4 delsegrar och seger sammanlagt säsongen 2005) och i kontinentalcupen (COC) (4 delsegrar på snö och 3 delsegrar på plast).
Under Skid-VM 2005 i Oberstdorf vann Janda en silvermedalj i normalbacken. Han var 6,5 poäng efter slovenaren Rok Benkovič och 0,5 poäng före bronsmedaljvinnaren Janne Ahonen. I stora backen vann Ahonen före norrmannen Roar Ljøkelsøy. Janda vann bronset 2,0 poäng efter silvermedaljören.
Janda har vunnit två guldmedaljer (2004 och 2008) och en silvermedalj (2009) i tjeckiska mästerskap, alla individuellt i stora backen i Liberec. Hans personbästa i skidflygning är 218,0 meter satt i Vikersundbacken 2012.
Under Olympiska spelen 2010 i Vancouver blev Jakub Janda nummer 14 i normalbacken.

## Övrigt
Jakub Janda är till yrket lärare i sport och idrott.